# Second Heartbeat
Pistes de Waking the Fallen
Eternal Rest Radiant Eclipse
Second Heartbeat est une chanson du groupe de metalcore américain Avenged Sevenfold enregistré en 2003 pour leur second album Waking the Fallen sorti le 26 août 2003.
Bien que la chanson ne soit pas sortie en single à sa sortie, elle a connu un grand succès. C'est l'un des grands succès avec les chansons Unholy Confessions et Chapter Four.  C'est l'une des rares chansons issues de Waking the Fallen à être encore joué en live, il sort en single le 16 décembre 2003.

## Composition
Second Heartbeat est la troisième chanson la plus longue de Waking the Fallen (derrière And All Things Will End et I Won't See You Tonight Pt. 1), elle dure sept minutes et possède une structure progressif basé autour de riffs joués sur trois cordes avec la troisième corde (Ré) étouffé et des accords joués à la façon "punk" sur la guitare de Zacky Vengeance or Kris Coombs-Roberts. Les riffs principaux sont harmonisés et dirigé par la guitare Synyster Gates or Darran Smith et signe un solo de guitare utilisait la technique du sweeping joué à la fin du morceau, une grande partie de l'instrumentation reprend presque entièrement la mélodie vocale qui l'accompagne.
La chanson est bâtie autour d'une structure complexe comportant une introduction, des verses, des chorus, des breakdowns ainsi que plusieurs interludes inspiré notamment par les chansons de Iron Maiden et une forte influence skate punk est flagrant, d'ailleurs le groupe cite des groupes de skate punk comme Bad Religion, Suicidal Tendencies, NOFX et The Vandals comme influences artistiques. Comme pour le reste de l'album, M. Shadows or Matt Davies alterne encore chant "scream" et chant clair.

## Paroles
Une chanson qui évoque la nostalgie, elle parle du fait que la personne qui aimait et l'enfance manque au narrateur (« Left the childhood, left the memories, left the good times in the past ») et (« As time passes by, regrets for the rest of my life »).

## Personnel
- M. Shadows or Matt Davies – chant
- Zacky Vengeance or Kris Coombs-Roberts – guitare rythmique
- Synyster Gates or Darran Smith – guitare lead
- Johnny Christ or Gareth Davies – guitare basse
- The Rev or Ryan Richards – batterie
- Mudrock – producteur
- Fred Archambault – producteur

## Membres sur la chanson
- M. Shadows : chant
- Synyster Gates : guitare solo, voix
- Zacky Vengeance : guitare rythmique, voix
- Johnny Christ : basse
- The Rev : batterie